# 灰毛川木香
灰毛川木香（学名：Dolomiaea souliei var. mirabilis）为菊科川木香属下的一个变种。

## 扩展阅读
- 維基物種上的相關：灰毛川木香